# Martinské stěny
Martinské stěny jsou přírodní památkou vyhlášenou roku 2002 u Dřevčic v jižní části okresu Česká Lípa, v severní části chráněné krajinné oblasti Kokořínsko – Máchův kraj. Jedná se o výrazný skalní útvar.

## Charakter krajiny
Na území Ralské pahorkatiny jižně od obcí Stvolínky a Holany je zalesněné území plné pískovcových skal, chráněné jako evropsky významná lokalita Roverské skály, kde se nachází řada chráněných maloplošných území – Vlhošť, Husa, Kostelecké bory, Stříbrný vrch a také PP Martinské stěny. 

## Předmět ochrany
PP Martinské stěny jsou výraznou skupinou skal na katastrálním území vesnice Dřevčice, která spadá pod město Dubá. Ochrana se týká rozlohy 3,18 ha v nadmořské výšce 390 až 420 m a byla vyhlášena kvůli několika druhům bezobratlých živočichů žijících na vřesovištích a lišejnících. Např. se zde vyskytuje pavouk slíďák vřesovištní (Alopecosa fabrilis) či sklípkánek hnědý. Předmětem ochrany jsou i samotné skalní stěny coby významná ukázka tohoto geomorfologického tvaru. Toto zhruba 300 metrů dlouhé příkré skalní defilé je tvořeno křemennými pískovci střední části jizerského souvrství (střední turon) české křídové pánve. V nejvyšších partiích celistvé skalní stěny jsou vyvinuty menší geomorfologické tvary, především výrazné škrapy.

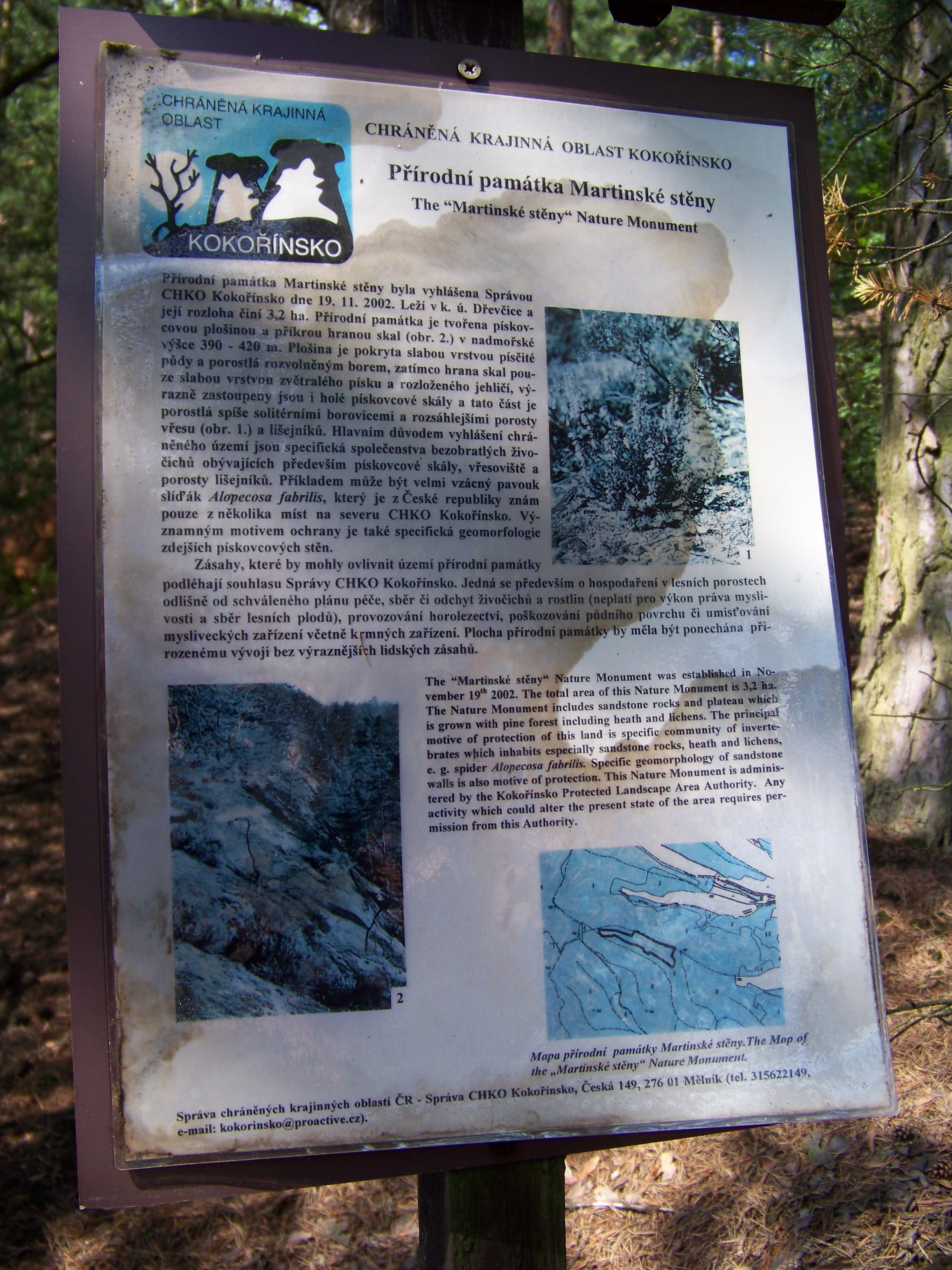
Informační tabule u přírodní památky

Přírodní památkou byly Martinské stěny vyhlášeny Správou CHKO Kokořínsko 19. listopadu 2002. Martinské stěny jsou součástí evropsky významné lokality Roverské skály, která se rozkládá na ploše 1688,6 ha na katastrálním území Domašice, Dřevčice, Heřmánky, Hvězda pod Vlhoštěm, Lhota u Dřevčic, Pavličky, Skalka u Blíževedel, Tuhaň u Dubé, Tuhanec a Zátyní.

## Přístup
Oblastí prochází několik vyznačených turistických tras. Po horní hraně skalní stěny vede červená značka, protínající celou tuto severní část Kokořínska. Zhruba 100 m od západního výběžku Martinských stěn se červená trasa potkává se zelenou značkou, vedoucí z Kravař kolem Ronova k jeskyním Krápník a Tisícový kámen a dále až k Čapu. Vede zde i cyklotrasa č. 0058. Nejbližší vlaková zastávka na trati Česká Lípa – Lovosice, je v osm kilometrů vzdálených Blíževedlech. Nejbližším sídlem jsou Dolní Heřmánky zhruba jeden kilometr na východ od přírodní památky, kterými prochází silnička z Dřevčic.